# 豊田市立四郷小学校
豊田市立四郷小学校（とよたしりつ しごうしょうがっこう）は、愛知県豊田市四郷町にある公立小学校。

## 概要
- 四郷町、高町、また亀首町の一部が校区である。公立中学校に進学する場合は四郷町、高町は豊田市立井郷中学校へ進学する。亀首町は学区としては豊田市立猿投中学校だが、近年は大半が豊田市立井郷中学校へ進学している [1]。

## 沿革
- 1975年（昭和50年）4月 - 豊田市立青木小学校から分離し、開校。
- 1985年（昭和60年）4月 - 豊田市立井上小学校を分離する。

## 交通アクセス
- 名鉄三河線猿投駅下車、徒歩約20分。
- 愛知環状鉄道線四郷駅下車、徒歩約20分。
- とよたおいでんバス小原・豊田線、藤岡・豊田線（西中山経由）「四郷山畑」バス停より徒歩約7分。

## 周辺施設
- 愛知県立猿投農林高等学校
- 豊田市立井郷中学校
- 豊田市立井上小学校
- 豊田市役所猿投支所
- 井上公園
- 豊田市運動公園野球場
- トヨタ紡織猿投工場